# Rudolf Minger

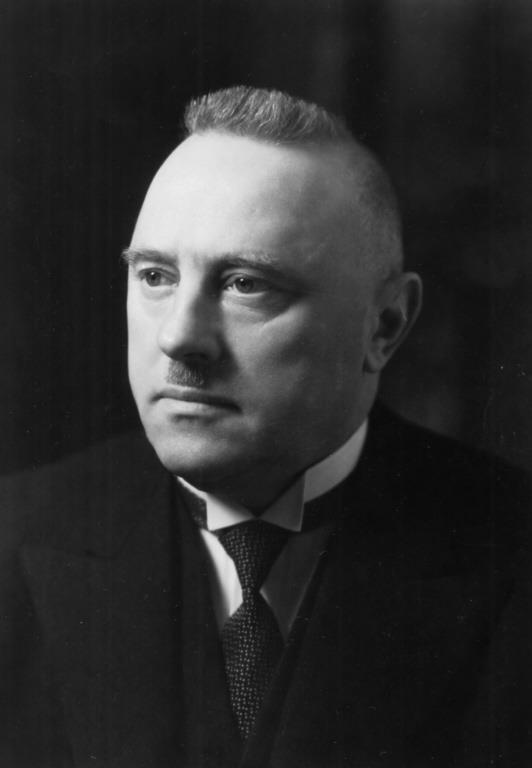
Rudolf Minger (ca. 1930)

Rudolf «Ruedi» Minger (* 13. November 1881 in Mülchi; † 23. August 1955 in Schüpfen; heimatberechtigt in Mülchi und Schüpfen) war ein Schweizer Politiker, Landwirt und Offizier. Aufgewachsen im kleinen Dorf Mülchi im Limpachtal, arbeitete er nach der obligatorischen Schulzeit zunächst auf dem elterlichen Bauernhof, ab 1907 führte er einen eigenen Hof in Schüpfen. In der Schweizer Armee stieg er bis zum Obersten auf, politisch engagierte er sich zunächst in landwirtschaftlichen Genossenschaften auf lokaler und kantonaler Ebene. Unzufrieden mit der Schweizer Agrarpolitik während des Ersten Weltkriegs, distanzierte er sich zunehmend von den Freisinnigen. 1918 war er Mitbegründer der bernischen Bauern- und Bürgerpartei und führte diese sogleich zu grossen Wahlerfolgen.
Minger gehörte ab 1919 dem Nationalrat an, ab 1922 auch dem Grossen Rat des Kantons Bern. Dabei setzte er sich konsequent für die Interessen seines Berufsstandes ein. Um der neuen Partei eine breitere Machtbasis zu verschaffen, bezog er die Gewerbetreibenden ein, wodurch 1921 die Bauern-, Gewerbe- und Bürgerpartei (BGB) entstand, eine mittelständische Wirtschaftspartei mit konservativer Grundhaltung und Vorläuferin der heutigen Schweizerischen Volkspartei. Nachdem Minger 1928 Nationalratspräsident gewesen war, wurde er Ende 1929 als erster Vertreter der BGB in den Bundesrat gewählt. Nach seinem Amtsantritt zu Beginn des Jahres 1930 übernahm er die Leitung des Militärdepartements.
Als Verteidigungsminister gelang es Minger, die Ausgaben für die Landesverteidigung sukzessive zu steigern, wobei er während der Weltwirtschaftskrise wiederholt den Arbeitsbeschaffungseffekt der Rüstungsausgaben betonte. Seine gemüthafte Volksverbundenheit machte ihn in weiten Bevölkerungskreisen beliebt. Diese Wertschätzung nutzte er dazu, die Milizarmee bis weit ins linke politische Lager hinein zu popularisieren. 1935 amtierte er als Bundespräsident. Nach elfjähriger Amtszeit trat er Ende 1940 zurück. Als Präsident verschiedener Verbände setzte er sich über ein Jahrzehnt lang weiterhin für die Interessen der Landwirtschaft ein.

## Biografie

### Herkunft, Beruf und Militär
Minger kam im kleinen Dorf Mülchi im Limpachtal zur Welt, als jüngstes von drei Kindern und einziger Sohn einer angesehenen und wohlhabenden Bauernfamilie. Sein gleichnamiger Vater amtierte als Gemeindepräsident, seine Mutter hiess Anna Marie Moser. Der stattliche Bauernhof der Mingers, zu dem eine nicht mehr in Betrieb befindliche Mühle gehörte, umfasste eine Fläche von 28 Jucharten (etwas mehr als zehn Hektaren), davon vier Jucharten Wald. Die Primarschule besuchte Minger in Mülchi, die Sekundarschule im Nachbarort Fraubrunnen. Er war ein intelligenter Schüler, weshalb die Eltern im Jahr 1897 beschlossen, ihn nach La Neuveville zu schicken. Dort absolvierte er ein Volontariat in der Amtsschreiberei, um einerseits weiter Französisch zu lernen und andererseits herauszufinden, ob ihm der Beruf des Notars liegen würde. Minger mochte Büroarbeit jedoch nicht, weshalb er 1898 nach Mülchi zurückkehrte, um auf dem elterlichen Bauernhof zu arbeiten. Den Beruf des Landwirts erlernte er überwiegend in der Praxis, daneben las er zahlreiche landwirtschaftliche Fachzeitschriften.
Im Juli 1906 heiratete er im seeländischen Ort Schüpfen Sophie Minger, eine Cousine zweiten Grades (sie hatten denselben Urgrossvater). Drei Monate später erwarb er von Verwandten seiner Ehefrau den Bauernhof Herrschmatt in Schüpfen, den heutigen «Mingerhof». Dieser umfasste 88 Jucharten (31,68 Hektaren), davon 23 Jucharten Wald, was eine weit überdurchschnittlich grosse Betriebsfläche war. Das Paar zog im Frühjahr 1907 dorthin; zusammen hatten sie eine Tochter (Klara) und einen Sohn (Rudolf). Seinen Hof führte Minger allerdings nicht allein, sondern liess vieles durch Angestellte erledigen. Gemäss dem Biografen Konrad Stamm war er entgegen der später von ihm selbst kolportierten Legende sein Leben lang kein «einfacher Bauer», sondern ein «Subventionsjäger».
Als Zugezogenem blieben Minger in Schüpfen kommunale politische Ämter verwehrt. Nur in der örtlichen landwirtschaftlichen Genossenschaft konnte er sich profilieren. Seinen obligatorischen Militärdienst verstand er deshalb als Möglichkeit des sozialen Aufstiegs. Kurz nach der Rekrutenschule wurde er im Dezember 1901 zum Korporal befördert. Zwei Jahre später folgte die Beförderung zum Leutnant bei den Füsilieren, Ende 1907 jene zum Oberleutnant. Nachdem er Ende 1911 Hauptmann geworden war, nahm er im September 1912 am Empfang des deutschen Kaisers Wilhelm II. in Bern teil. Während des Ersten Weltkriegs leistete er 635 Diensttage im Aktivdienst. Im März 1918 wurde er zum Major ernannt, im Dezember 1923 zum Oberstleutnant und schliesslich im Dezember 1929 zum Obersten.

### Bauernpolitik und Parteigründung

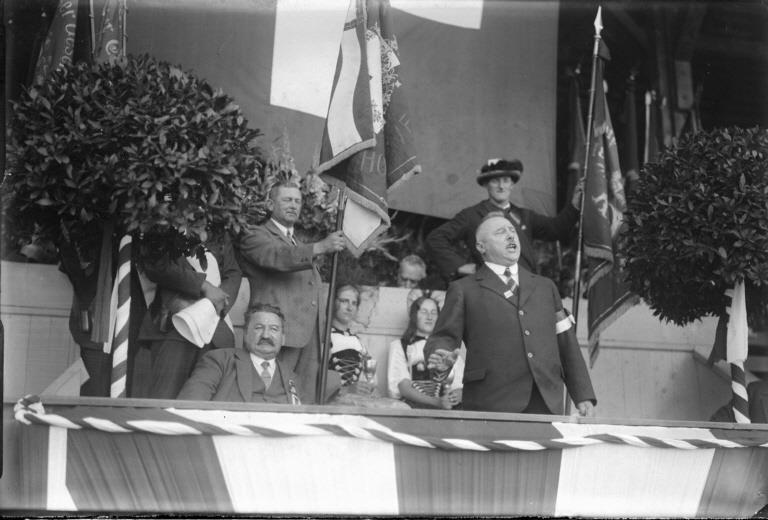
Minger spricht am Eidg. Hornusserfest 1930

Ab 1909 war Minger Präsident der landwirtschaftlichen Genossenschaft Schüpfen und ab 1911 Vorstandsmitglied des bernischen Genossenschaftsverbandes. Bisher waren die Bauern trotz diverser Meinungsverschiedenheiten politisch in die Freisinnig-Demokratische Partei (FDP) eingebunden gewesen. Mit steigenden Lebensmittelpreisen im Ersten Weltkrieg spitzte sich der Konflikt zwischen städtischer Bevölkerung und Bauern zu. Letztere galten zunehmend als Kriegsgewinnler, da man ihnen vorwarf, sie würden Lebensmittel horten und dadurch die Preise künstlich hochhalten. Um weitere Preissteigerungen zu unterbinden, setzte der Bundesrat Höchstpreise für Lebensmittel fest. Tatsächlich war es gelungen, die Produktion zu steigern, obwohl viele Bauern und Arbeitspferde zum Militärdienst eingezogen worden waren. Doch ein grosser Teil der Ernte ging in den kalten und regenreichen Sommern der Jahre 1916 und 1917 verloren, was zu einer prekären Versorgungslage führte.
Die zunehmend selbstbewusster auftretenden Landwirte fühlten sich von der FDP immer weniger verstanden. Während die Wirtschaftsliberalen weiterhin für Freihandel und offene Grenzen eintraten, um tiefe Lebensmittelpreise zu ermöglichen (in dieser Frage waren sie sich mit den Sozialdemokraten einig), forderten die Bauern geschützte Preise durch Zollschranken und Exportsubventionen. Im Rahmen von Veranstaltungen seiner berufsständischen Organisation hatte Minger bisher ausschliesslich zu wirtschaftlichen Themen referiert. Am 13. November 1916 äusserte er sich am Samenmarkt in Aarberg erstmals politisch und forderte eine bessere Interessenvertretung für die Bauern. Er bezeichnete die Freisinnigen als «Erzkapitalisten» und «habgierige Geldsäcke», während die führenden Sozialdemokraten für ihn nichts als «Parteibonzen» waren.
Dem Beispiel des Zürcherischen Landwirtschaftlichen Kantonalvereins folgend, gab Minger mit seiner Rede vom 24. November 1917 an der Delegiertenversammlung des bernischen Genossenschaftsverbandes im Bierhübeli-Saal in Bern den Anstoss zur Gründung der bernischen Bauern- und Bürgerpartei:

„Wir stehen am Vorabend einer neuen Zeit. Eine tiefschürfende politische Neuorientierung drängt sich auf. Der Weg ist vorgezeichnet: Proporz heisst dieser Weg. Der Proporz ist zwar von anderer Seite auf den Schild gehoben worden. Aber heute haben wir Bauern alles Interesse, uns dieser Bewegung anzuschliessen. Und dazu gibt es für uns nur eine Lösung: die Gründung einer eigenen selbstständigen Bauernpartei! Jetzt müssen die Fesseln gesprengt werden. Die politische Bevormundung muss aufhören; denn jetzt wollen wir selbst aktiv in die Politik eingreifen!“

Im Dezember 1917 ernannten die bäuerlichen Mitglieder des Grossen Rates und die Vorstände der vier grössten genossenschaftlichen Verbände eine Kommission, die unter dem Vorsitz von Jakob Freiburghaus die Parteigründung vorbereitete. Diese erfolgte offiziell am 28. September 1918 in Bern, als die Delegierten die Statuten genehmigten und Minger zum Parteipräsidenten wählten. Zwei Wochen später nahmen Volk und Stände die Proporzinitiative mit deutlicher Mehrheit an, was sich für die neue Partei als vorteilhaft erweisen sollte. Nach dem Scheitern des Landesstreiks im November 1918 erlebte die Partei einen enormen Mitgliederzuwachs. 1919 wechselten zahlreiche Grossräte von den Freisinnigen zur Bauern- und Bürgerpartei, die dadurch zu einem bedeutenden Machtfaktor wurde. Sie gehörte zu den vehementesten Befürwortern der Schaffung bewaffneter Bürgerwehren gegen die Arbeiterschaft, an vielen Orten erfolgte die Gründung neuer Parteisektionen und lokaler Bürgerwehren parallel.

### Kantons- und Bundespolitik
Bei den Nationalratswahlen 1919, den ersten nach dem Proporzverfahren, errang die bernische Bauern- und Bürgerpartei auf Anhieb 16 der 32 Sitze, die dem Kanton Bern zustanden. Zusammen mit ähnlich ausgerichteten Gruppierungen in anderen Kantonen, die zusammen 14 Sitze errungen hatten, bildete sie im Parlament die viertstärkste Fraktion. Minger, der ebenfalls in den Nationalrat gewählt worden war, übernahm daraufhin den Vorsitz und war die unbestrittene Führungsfigur. Die Fraktion war zunächst die einzige landesweite Klammer, erst 1936 schlossen sich neun kantonale Parteien zu einer nationalen Partei zusammen. Minger wollte – im Gegensatz zur Bauernpartei im Kanton Zürich – auch die Gewerbetreibenden einbinden und die bernische Bauern- und Bürgerpartei in eine mittelständische Wirtschaftspartei mit konservativer Grundhaltung umwandeln. 1921 benannte sie sich deshalb in Bauern-, Gewerbe- und Bürgerpartei (BGB) um, wodurch sie ihre Machtbasis verbreitern konnte.
1922 errang die BGB bei den Berner Grossratswahlen 103 von 224 Sitzen und stellte damit die klar stärkste Fraktion. Minger war einer der Gewählten und übernahm auch auf kantonaler Ebene das Amt des Fraktionspräsidenten. Im Grossen Rat gehörte er unter anderem der Wahlprüfungskommission und der Kommission für das Tierseuchengesetz an. Er befürwortete die Bekämpfung der Arbeitslosigkeit durch Arbeitsbeschaffung. Intensiv setzte er sich mit der Lötschbergbahn und mit den Kraftwerken Oberhasli auseinander. Seine einzige Motion betraf 1925 eine Revision des kantonalen Steuergesetzes, die er aber im selben Jahr zurückzog. Da er mit seinen anderen politischen Ämtern ausgelastet war, blieb seine Tätigkeit im Kantonsparlament relativ bescheiden.
Weitaus aktiver war Minger im Nationalrat, wo er zwei ständigen Kommissionen angehörte, ab 1919 der Geschäftsprüfungskommission und ab 1922 der Zolltarifkommission. Daneben war er Mitglied von 33 nichtständigen Kommissionen zur Vorbereitung nationalrätlicher Geschäfte, von denen er fünf präsidierte. Er interessierte sich besonders für die Mitarbeit in Kommissionen, für die er Sachkenntnisse besass, also in den Bereichen Landwirtschaft und Militär. Ein besonderes Anliegen war für ihn die Wertschätzung der Landwirtschaft als eine der Grundpfeiler des Staates, weshalb sie verstärkt gefördert werden müsse. Insbesondere forderte er die Einschränkung von Lebensmittelimporten bei gleichzeitiger Steigerung der Exporte. Ebenso sollten Subventionen, Monopole, Absatzgarantien und kostendeckende Preise für landwirtschaftliche Produkte die allgemeine Einkommenssituation der Landwirte verbessern. Minger betrachtete die Armee als Mittel zur Aufrechterhaltung von Ruhe und Ordnung im Innern sowie als Schutz der Unabhängigkeit und Neutralität der Schweiz. Damit geriet er wiederholt in Konflikt mit den Sozialdemokraten, die in den Nachkriegsjahren für Abrüstung eintraten. Vor allem bei der Revision der Truppenordnung machte er sich einen Namen. Im Jahr 1928 amtierte Minger als Nationalratspräsident.
Nach dem Rücktritt von Robert Haab und dem Tod von Karl Scheurer wurden Mitte November 1929 zwei Sitze im Bundesrat frei. Die FDP konnte ihren Anspruch, wie bisher fünf der sieben Bundesräte stellen zu können, angesichts der anhaltenden Stärke der BGB nicht länger aufrechterhalten. Unbestritten war, dass die bevölkerungsreichsten Kantone Bern und Zürich weiterhin in der Regierung vertreten sein mussten. Die bürgerlichen Parteien befürchteten aber, dass ein Verzicht auf Haabs «Zürcher Sitz» vor allem den Sozialdemokraten in die Hände spielen würde, weshalb sie es vorzogen, Scheurers «Berner Sitz» der BGB zu überlassen. Um die Wahlchancen des Zürcher Stadtpräsidenten Emil Klöti zu schmälern, erreichte der katholisch-konservative «Königsmacher» Heinrich Walther mit formaljuristischen Tricks, dass zuerst Scheurers Nachfolger gewählt würde. Bei der Bundesratswahl am 12. Dezember 1929 wählte die Bundesversammlung Minger im ersten Wahlgang mit 148 von 232 Stimmen. Auf Hermann Schüpbach (FDP) entfielen 57 Stimmen, auf verschiedene andere Personen 27 Stimmen. Damit war Minger nicht nur der erste BGB-Vertreter in der Landesregierung, sondern auch der erste Landwirt; ausserdem waren erstmals drei Parteien vertreten. Der Nachfolger Haabs wurde Albert Meyer (FDP).

### Bundesrat

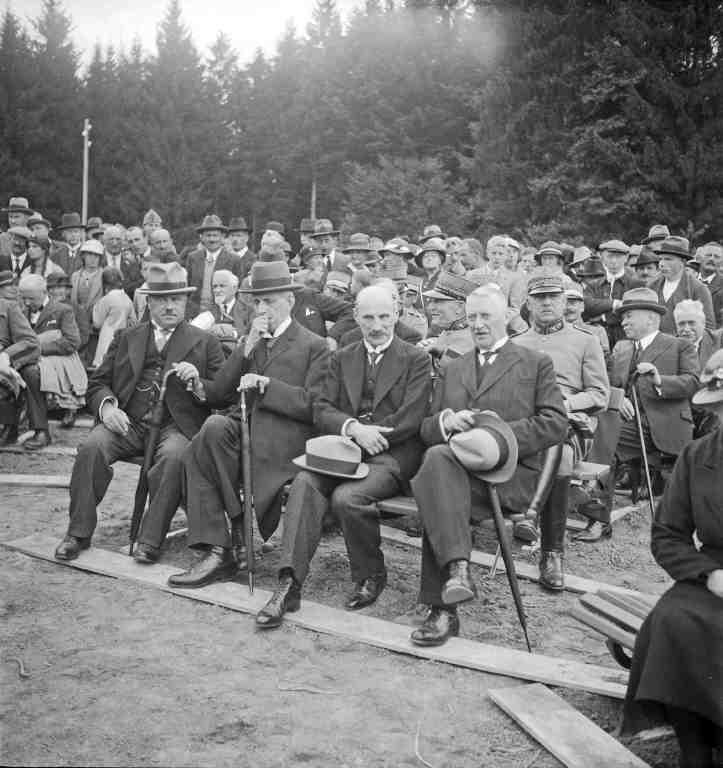
Minger (links vorne) mit drei weiteren Bundesräten (1934)

Minger trat sein Amt am 1. Januar 1930 an, verlegte seinen Wohnsitz wie gesetzlich vorgeschrieben nach Bern und überliess seinen Hof einem Pächter. Er wollte eigentlich das Volkswirtschaftsdepartement übernehmen, um direkt auf die Agrarpolitik einwirken zu können, musste aber entgegen seinen Wünschen mit dem Militärdepartement vorliebnehmen. Angesichts weit verbreiteter pazifistischer Strömungen nach den Erfahrungen des Ersten Weltkriegs und rigoroser Sparbeschlüsse des Parlaments im Verlaufe der 1920er Jahre war es nicht besonders prestigeträchtig. Trotzdem konnte Minger mit seiner Hartnäckigkeit die Aufrüstung und Reform der Schweizer Armee erreichen. Dabei kam ihm einerseits die sich verschärfende internationale Lage zugute, andererseits betonte er während der Weltwirtschaftskrise wiederholt den Arbeitsbeschaffungseffekt der Rüstungsausgaben, die von 85 Millionen auf 351 Millionen Franken im Jahr 1939 anstiegen. Alle Waffengattungen profitierten, in besonderem Masse aber die Luftstreitkräfte, die Fliegerabwehrtruppen, die Artillerie sowie der Luftschutz.
Ein zweiter Schwerpunkt unter Mingers Ägide war die stufenweise Verlängerung der militärischen Ausbildungszeit. Gegen das dafür notwendige Bundesgesetz ergriffen die linken Parteien das Referendum, die Volksabstimmung am 24. Februar 1935 ergab eine knappe Zustimmung von 54,2 %. Daraufhin konnten die Rekrutenschulen von 67 auf 118 und die Wiederholungskurse von 13 auf 20 Tage verlängert werden; diese Regelung bestand im Wesentlichen bis zur Armee 95 in den 1990er Jahren. Langfristig gesehen war Mingers wichtigster Beitrag die Popularisierung der Milizarmee. Er inszenierte mehrere «Volkstage» und Defilees, um sie bis weit ins linke politische Spektrum hinein als Instrument der Friedenssicherung zu propagieren und die Wehrhaftigkeit der Schweiz zu zelebrieren. Als sich die Sozialdemokraten 1935 ausdrücklich zur Landesverteidigung bekannten, stellte Minger die verbalen Angriffe auf seine politischen Gegner ein. Als Erfolg seiner Bemühungen gilt die Wehranleihe von 1936, die trotz geringem Zins deutlich überzeichnet wurde. Auch als Verteidigungsminister liess er keine Gelegenheit aus, mit aller Deutlichkeit die Interessen der Landwirtschaft zu vertreten.
Den Höhepunkt seiner politischen Karriere erreichte Minger 1935 in seinem Amtsjahr als Bundespräsident. Die damit verbundenen diplomatischen Repräsentationsaufgaben bewältigte er mit Bauernschläue und gesundem Menschenverstand. Seine leicht verständliche Ausdrucksweise, seine gemüthafte Volksverbundenheit und sein Durchsetzungsvermögen machten ihn in breiten Bevölkerungskreisen ungewöhnlich beliebt (und das bis über seinen Tod hinaus). Ein Ausdruck seiner Popularität waren die weit verbreiteten «Mingerwitze». Zunächst waren diese meist Ausdruck der Skepsis der gesellschaftlichen Elite gegenüber dem vermeintlich ungebildeten Bauern, wandelten sich aber mit der Zeit zu einem Zeichen der Wertschätzung. Erst sechs Jahrzehnte später wurde eine weniger schmeichelhafte Seite Mingers publik: Ohne Wissen seiner Bundesratskollegen erteilte er im Februar 1937 Generalstabschef Jakob Labhart den Auftrag, ein Chemiewaffen-Programm auszuarbeiten. Dessen Aufbau erfolgte im Geheimen, denn die Schweiz hatte 1932 ein Protokoll des Völkerbundes ratifiziert, das die Anwendung von erstickenden, giftigen und ähnlichen Gasen sowie von bakteriologischen Waffen im Krieg verbot.
Als 1938 die Umsetzung der Armeereform drängte, zeigte Minger Zeichen von Amtsmüdigkeit und schien eher lustlos an der Arbeit zu sein. In seinem Departement wurde gemunkelt, der Milchpreis interessiere ihn mehr als die Armee. Seine letzte Aufgabe von grosser Bedeutung waren die Vorbereitungen für die sich abzeichnende Generalmobilmachung. Als am 1. September 1939 der Zweite Weltkrieg ausbrach, suchte man ihn vergebens in seinem Büro. Stattdessen hielt er sich in seiner Stadtwohnung auf, wo er Unterlagen ordnete, um seinen Abgang aus der Politik vorzubereiten. Es gelang nur knapp, ihn rechtzeitig aufzutreiben, damit der Bundesrat die Mobilmachung der Armee beschliessen konnte. Minger setzte sich vor der Wahl des Generals durch die Bundesversammlung vehement für Henri Guisan ein. Er war mit ihm seit längerem freundschaftlich verbunden und hatte dessen militärische Karriere gefördert.
Mit einem Schreiben an den Nationalratspräsident am 8. November 1940 gab Minger auf Ende Jahr seinen Rücktritt als Bundesrat bekannt. Er war zu diesem Zeitpunkt Vizepräsident und wäre 1941 erneut Bundespräsident geworden. Politische Beobachter wunderten sich, dass ausgerechnet der Verteidigungsminister mitten im Krieg zurücktrat, auch wenn mittlerweile General Guisan im Rampenlicht stand. Anhand seiner persönlichen Aufzeichnungen kann jedoch angenommen werden, dass vorwiegend persönliche Gründe zum Rücktritt geführt hatten. Ausserdem betrachtete er sein politisches Hauptanliegen, den Ausbau der Landesverteidigung, als vollendet. Seine Nachfolge trat Eduard von Steiger an.

### Politische Tätigkeit nach dem Rücktritt

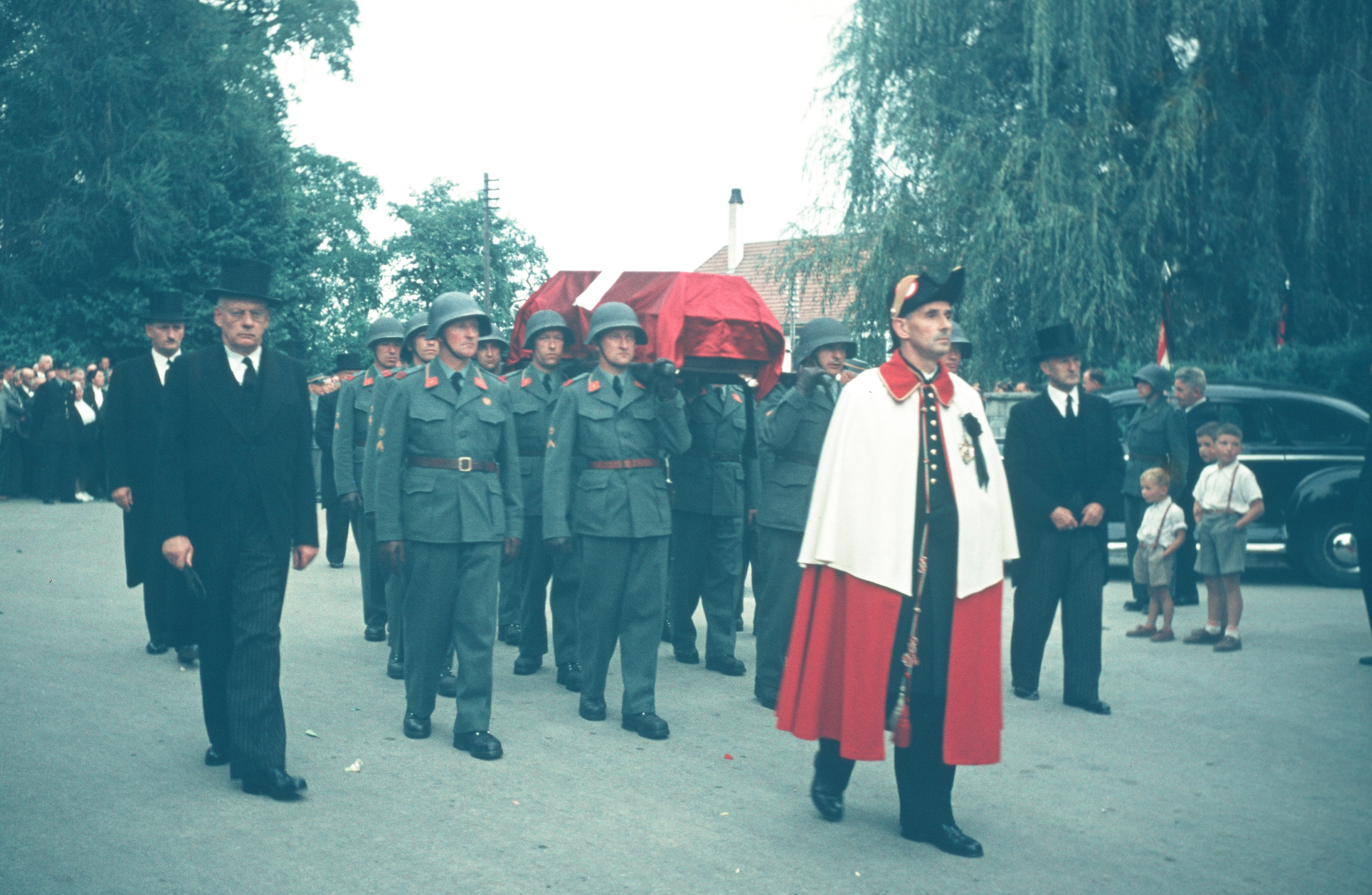
Grabgeleite Rudolf Minger

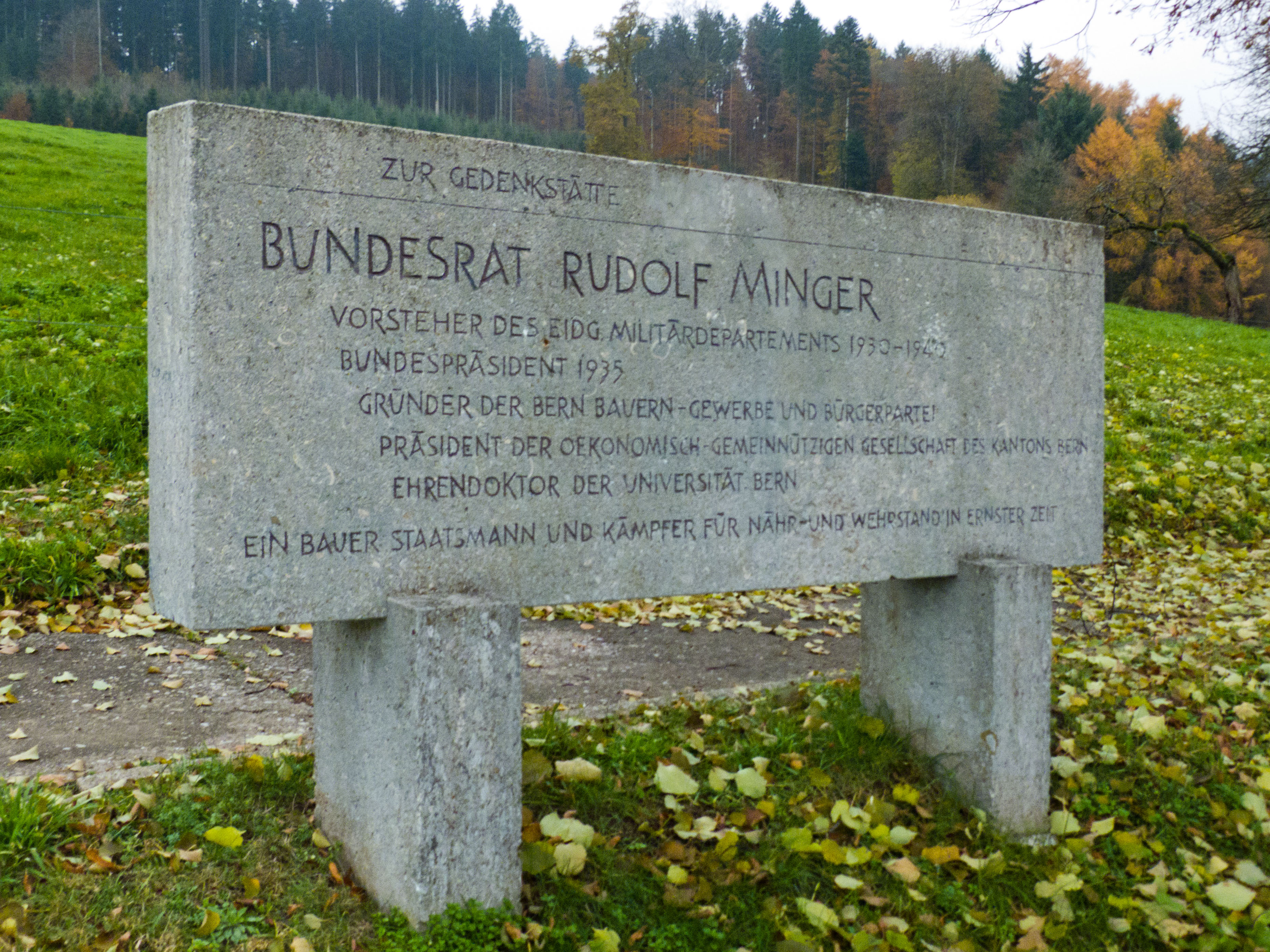
Gedenkstätte in Schüpfen

Bereits ein Jahr zuvor war Minger aus der Stadtwohnung ausgezogen, um fortan im «Stöckli» seines Bauernhofes in Schüpfen zu leben. Im Alter von 58 Jahren lernte er Autofahren und fuhr danach mit dem Auto zur Arbeit. Nach seinem Rücktritt kümmerte er sich wieder vermehrt um die Landwirtschaft, sowohl praktisch bei sich zuhause als auch politisch in Bern. Fast täglich begab er sich ins Bundeshaus, um für die Interessen der Landwirtschaft zu lobbyieren – oft derart intensiv, dass es einem Beobachter «schamlos» vorkam. Von 1942 bis 1948 präsidierte er die Ökonomische und Gemeinnützige Gesellschaft des Kantons Bern, ebenso stand er den Verbänden der Hafermüller und Teigwarenfabrikanten vor. Minger war Vizepräsident des Schweizerischen Landwirtschaftlichen Vereins, Präsident der Subkommission für bäuerliche Berufsbildung und Mitglied des Leitenden Ausschusses des Schweizerischen Bauernverbandes. Darüber hinaus war er Mitglied des Verwaltungsrates der Kraftwerke Oberhasli und der Verbandsdruckerei AG sowie Bankratsmitglied der Schweizerischen Nationalbank.
Obwohl Minger nie studiert hatte, nahm ihn die Studentenverbindung Zofingia bereits im Jahr 1934 als Ehrenmitglied auf. Im November 1946 verlieh ihm die veterinärmedizinische Fakultät der Universität Bern die Ehrendoktorwürde, in Anerkennung seiner Verdienste um die «Erhaltung eines gesunden Bauernstandes» sowie seinen Einsatz für das landwirtschaftliche Bildungswesen und die landwirtschaftlichen Hilfskräfte. Minger engagierte sich auch im Bereich der Wirtschafts- und Sozialpolitik. So trat er 1947 häufig an öffentlichen Veranstaltungen auf, wo er für die Annahme der Wirtschaftsartikel in der Bundesverfassung und des Bundesgesetzes für die Alters- und Hinterlassenenversicherung warb. 1951 tat er dasselbe für das Landwirtschaftsgesetz.

### Tod und Erinnerung
Ein letztes Mal in der Öffentlichkeit zeigte sich Minger im Sommer 1955 beim Fête des Vignerons in Vevey, wohin er von Henri Guisan eingeladen worden war. Wenige Wochen später, am 23. August, starb er an den Folgen einer Lebererkrankung. Am 26. August nahmen rund 10'000 Menschen am Staatsbegräbnis auf dem Friedhof von Schüpfen teil. Nach Jakob Stämpfli und Karl Schenk war Minger der dritte Bundesrat, der in Schüpfen gelebt hatte oder von dort stammte. Im Dorf halten eine nach ihm benannte Strasse und ein Denkmal die Erinnerung aufrecht. Weitere nach ihm benannte Strassen gibt es in Bern und St. Gallen. Seit 1956 veranstalten die Schützengesellschaft und der Pistolenclub Schüpfen jährlich das «Bundesrat Rudolf-Minger-Erinnerungsschiessen». Von 1965 bis 1995 führte der Unteroffiziersverein Lyss alle fünf Jahre den Minger-Gedenkmarsch durch. Auf diesen folgte bis 1996 der jährlich durchgeführte Minger-Lauf. Der «Mingerhof» am südlichen Dorfeingang von Schüpfen (erbaut um 1850) ist im Bauinventar des Kantons Bern als schützenswertes Objekt aufgeführt.

## Weltanschauliche Einschätzung und Nachwirkung
Mingers Einstellung zum Faschismus war zunächst unklar. Im Sommer 1933 bezeichnete er im Parlament das Aufkommen der Frontenbewegung als eine «gesunde Reaktion» der Schweizer Jugend gegen die politische Linke. Ebenso teilte er dem deutschen Gesandten Ernst von Weizsäcker mit, der Nationalsozialismus sei eine «naheliegende, ihm sympathische Entwicklung». Minger forderte in jenen Jahren wiederholt ein Zusammengehen der Bauern-, Gewerbe- und Bürgerpartei mit den faschistischen Fronten (mit denen es im Verbund mit anderen bürgerlichen Parteien bei den Zürcher Gemeindewahlen 1933 zu einem «vaterländischen» Wahlbündnis kam) und bediente sich in zahlreichen Reden der faschistischen Rhetorik von «Volksgemeinschaft», «Blut» und «Rasse».
Später galt Minger trotz teilweise stark rechtsgerichteter ordnungspolitischer Ansichten als Gegner des Faschismus. Allerdings bewirtete er noch 1940 einen SS-General als Vertreter des Deutschen Roten Kreuzes auf seinem Bauernhof in Schüpfen und gehörte im selben Jahr zusammen mit Philipp Etter zu den Mitverfassern der umstrittenen Radioansprache von Bundespräsident Marcel Pilet-Golaz, die nach der Niederlage Frankreichs gegen Nazi-Deutschland von vielen als anpasserisch empfunden wurde.
Gemäss dem Historiker Christoph Graf hat Minger die Bauernbewegung (im Verbund mit dem mittelständischen Gewerbe) zunächst als eigenständige politische Kraft etabliert und sie dann allmählich in das schweizerische Konkordanzsystem integriert. Dabei betonte er ständig die Tugenden des schollenverbundenen «Nährstandes» und die bodenständige ländliche Kultur. Durch die mythisch anmutende Überhöhung seiner eigenen Berufsgruppe entwickelte er eine Art Kompensationsideologie gegen Industrialisierung und Verstädterung, die sich sowohl von der Sozialdemokratie als auch dem liberalen Freisinn abgrenzte. Mit seiner zielgerichteten Agrarpolitik förderte Minger gleichzeitig die Integration der bäuerlichen Landbevölkerung in die Industriegesellschaft des 20. Jahrhunderts.
Die Bauern-, Gewerbe- und Bürgerpartei bzw. die 1971 daraus hervorgegangene Schweizerische Volkspartei ist seit den 1920er Jahren die stärkste Partei im Kanton Bern. Benedikt Loderer kritisierte 2012, die Partei habe in ihrer Hochburg – basierend auf Mingers Ideologie – eine «Herrschaft der Dorfkönige und Talfürsten» errichtet, die lediglich Bestandswahrung betreibe und mit ihrer Übermacht den Einfluss der innovativen Agglomerationen Bern und Biel derart massiv einschränke, dass eine gezielte Standortpolitik praktisch unmöglich sei. Die daraus resultierende unterdurchschnittliche Wertschöpfung der Berner Wirtschaft bei gleichzeitiger Aufrechterhaltung einer umfassenden Infrastruktur sei der Hauptgrund dafür, dass der Kanton heute am meisten durch Zahlungen des Finanzausgleichs unterstützt werden müsse (bis zu 1,1 Milliarden Franken jährlich). Rudolf Strahm gelangte 2013 zu ähnlichen Schlussfolgerungen. Als Beispiele, wie Mingers Partei mit ihrer «Politik der Scholle» die Entwicklung des Kantons Bern gebremst habe, nannte er konsequente Blockaden von Eingemeindungen nach Bern, die Opposition gegen grössere Industriezonen und die Verhinderung des Flughafens Utzenstorf.